# Toledo (Velas)

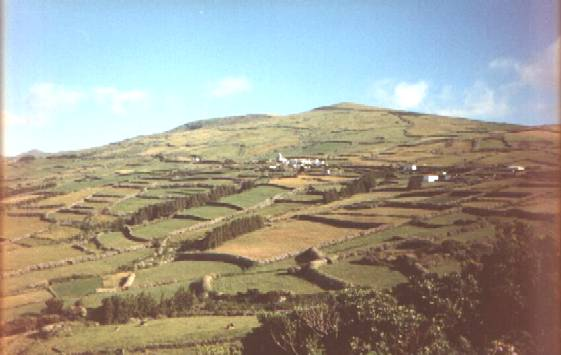
O lugar de Toledo, visto do norte.

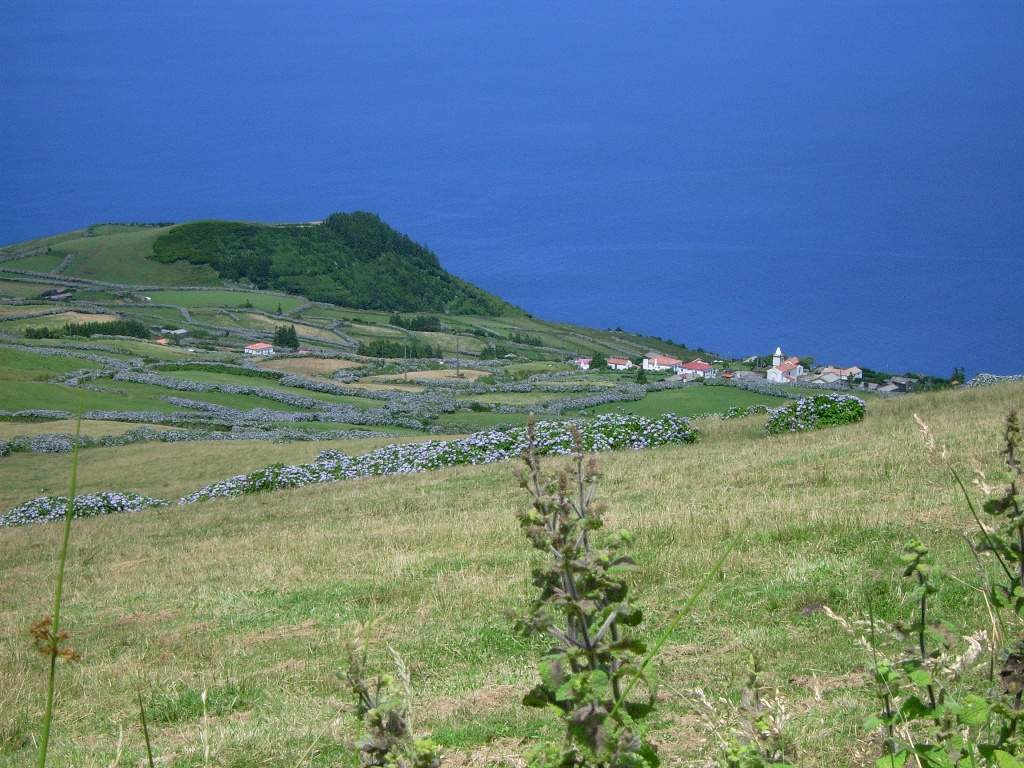
Vista parcial do Toledo visto do cimo da serra. Destaque para as hortênsias, localidade de Santo Amaro, Velas.

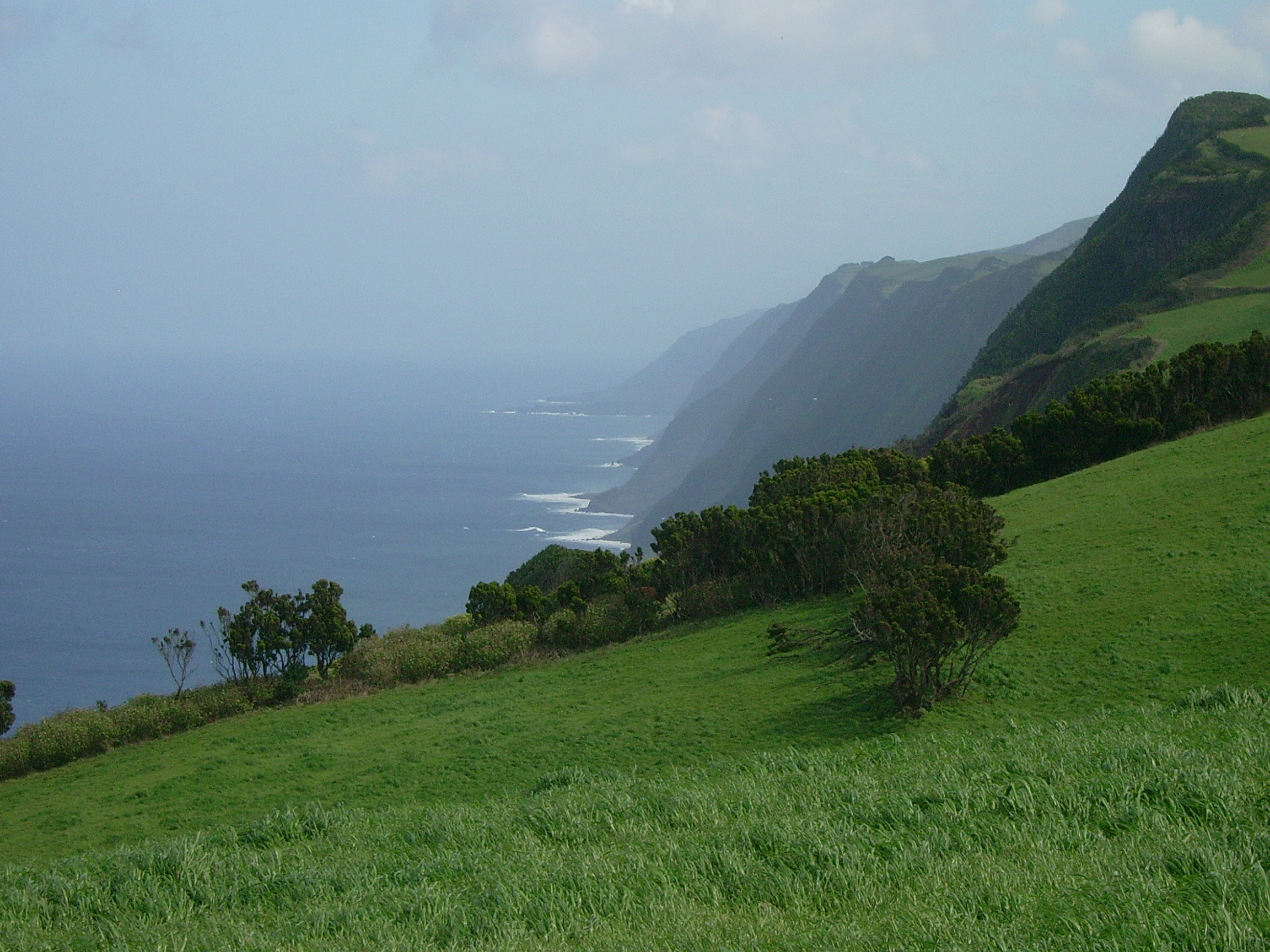
Vista da Costa Norte da ilha de São Jorge, foto tirada do Miradouro da Fajã de Fernando Afonso, no Parque Florestal das Sete Fontes, onde é possível ver a Fajã da Ribeira da Areia, a Fajã da Ponta Furada a Fajã do Ouvidor e também parte da Fajã de Vasco Martins e Fajã Rasa.

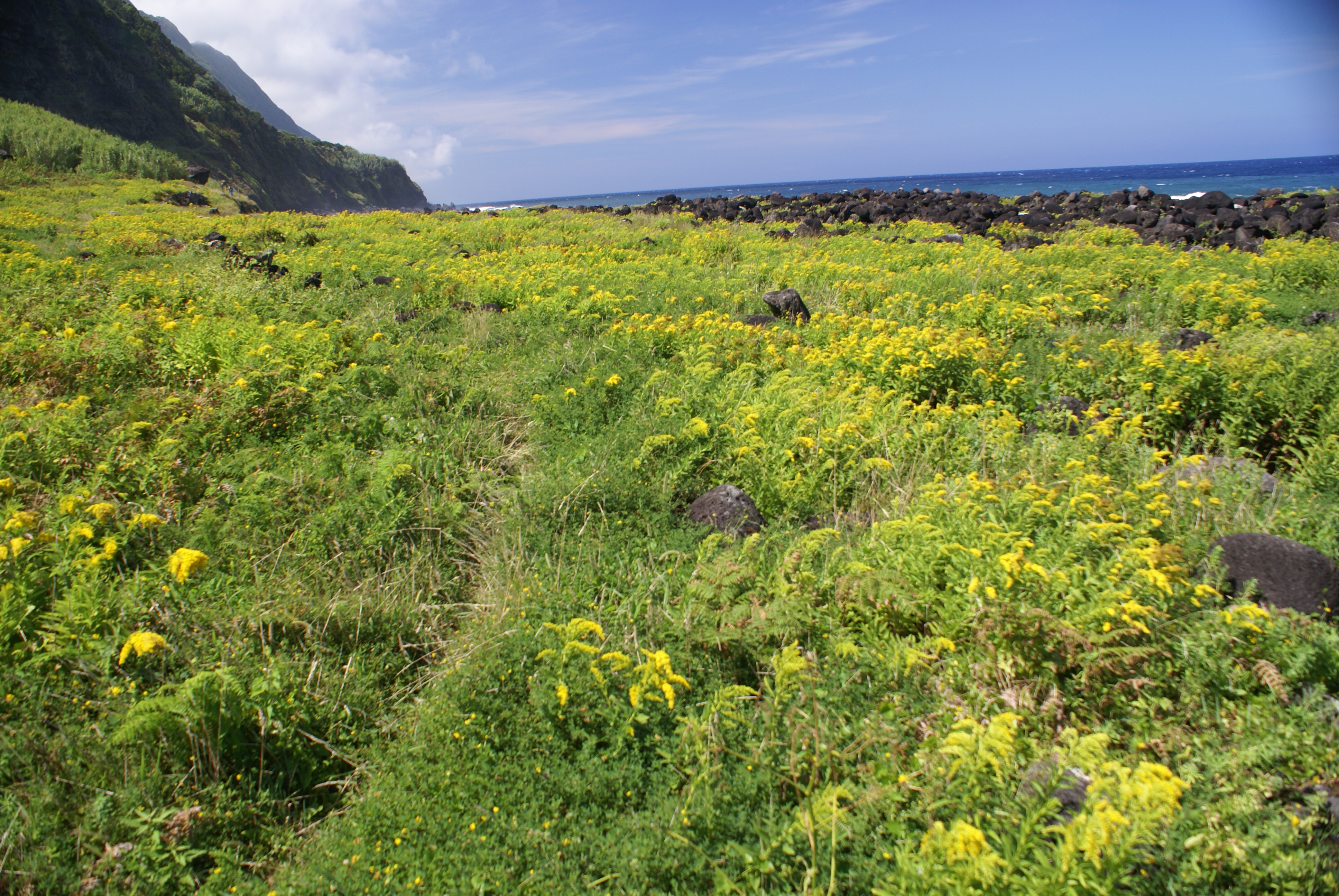
Fajã Rasa, grande povoamento por Cubres ou Solidago sempervirens.

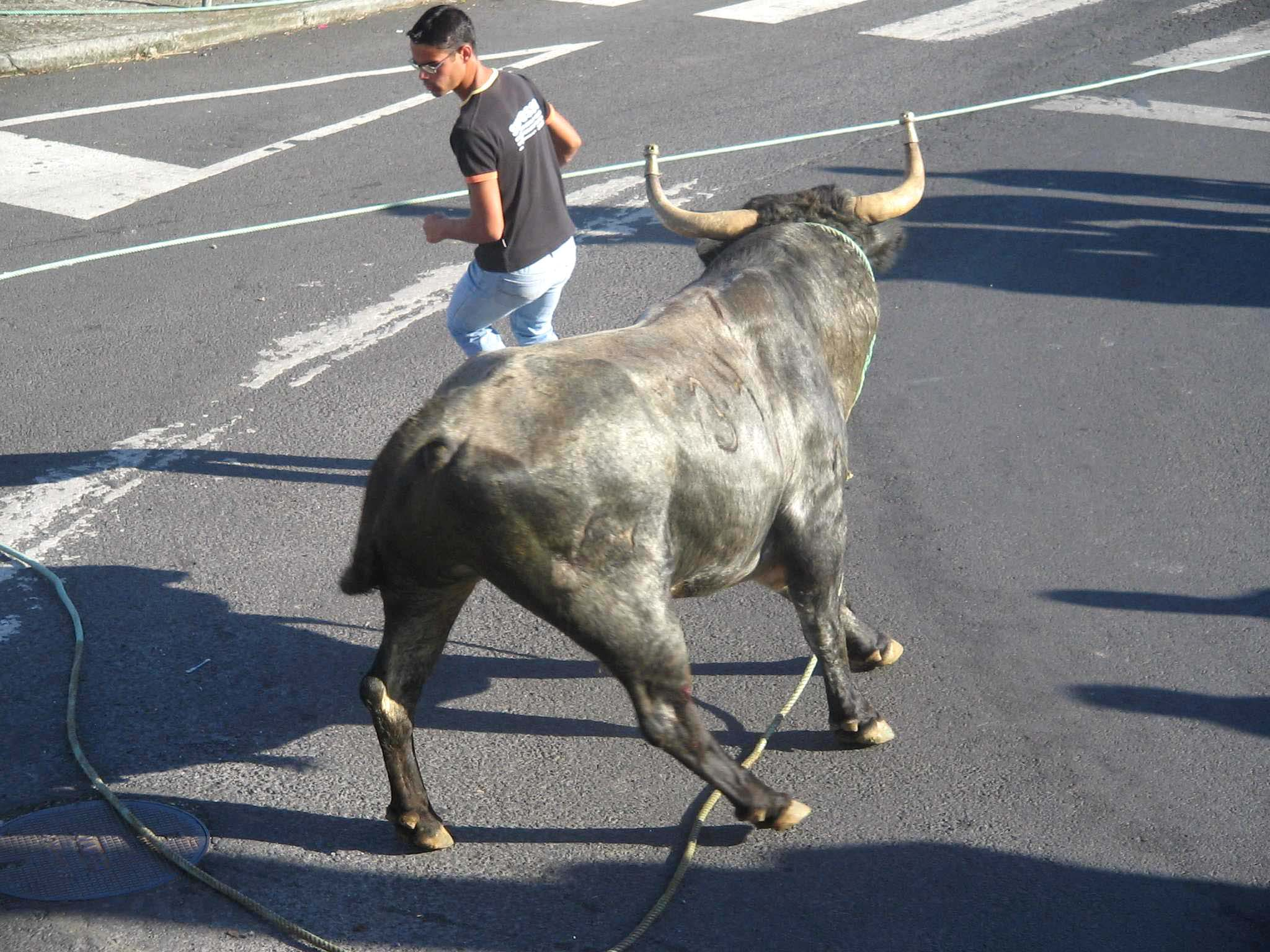
Festas populares dos Açores. Tourada à corda na ilha Terceira, Açores, Portugal.

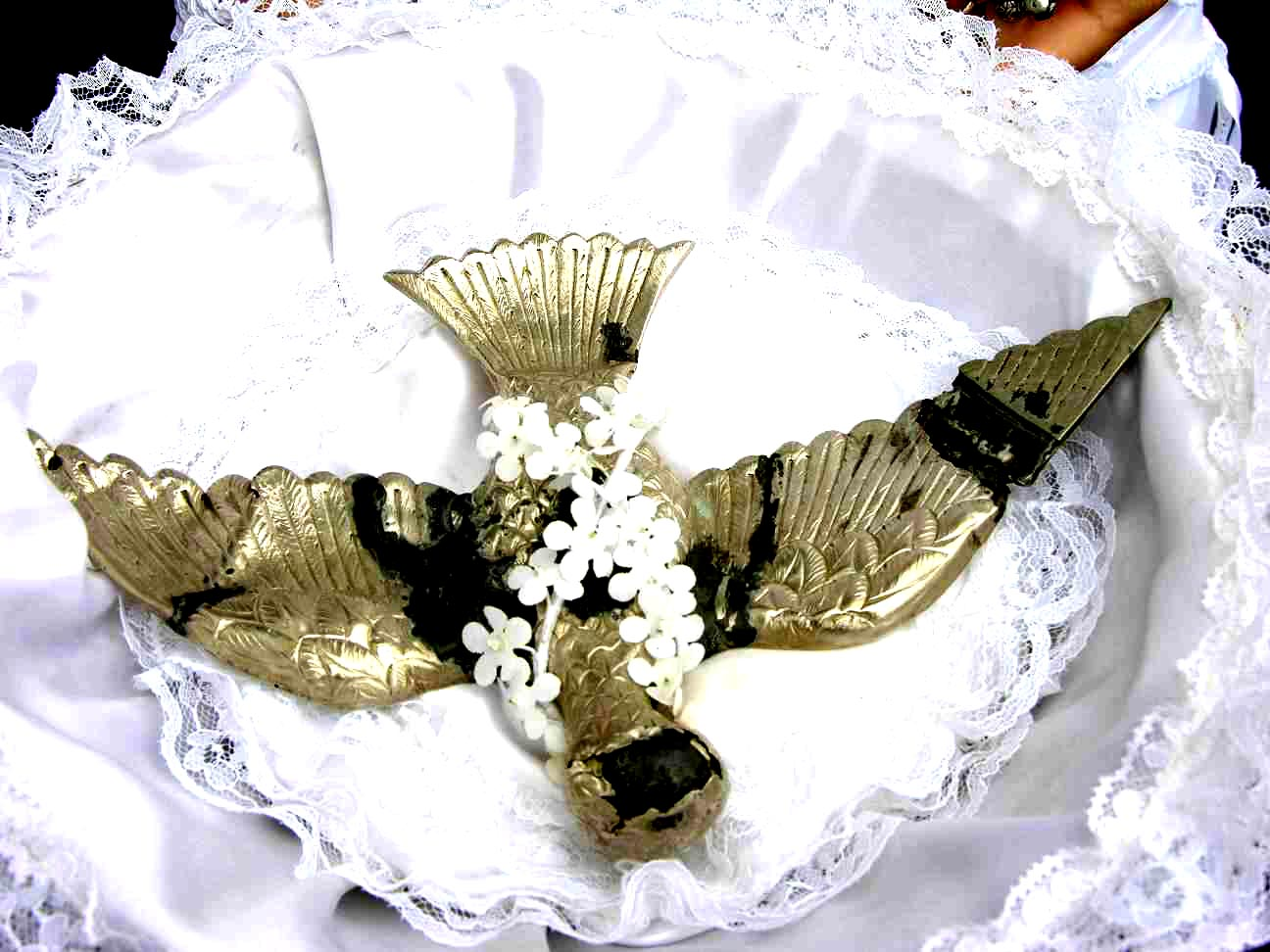
Festas tradicionais que ocorrem em todas as 9 ilhas dos Açores. Festa do Espírito Santo. Pomba do Divino da Freguesia da Vila Nova, ilha Terceira, Açores.

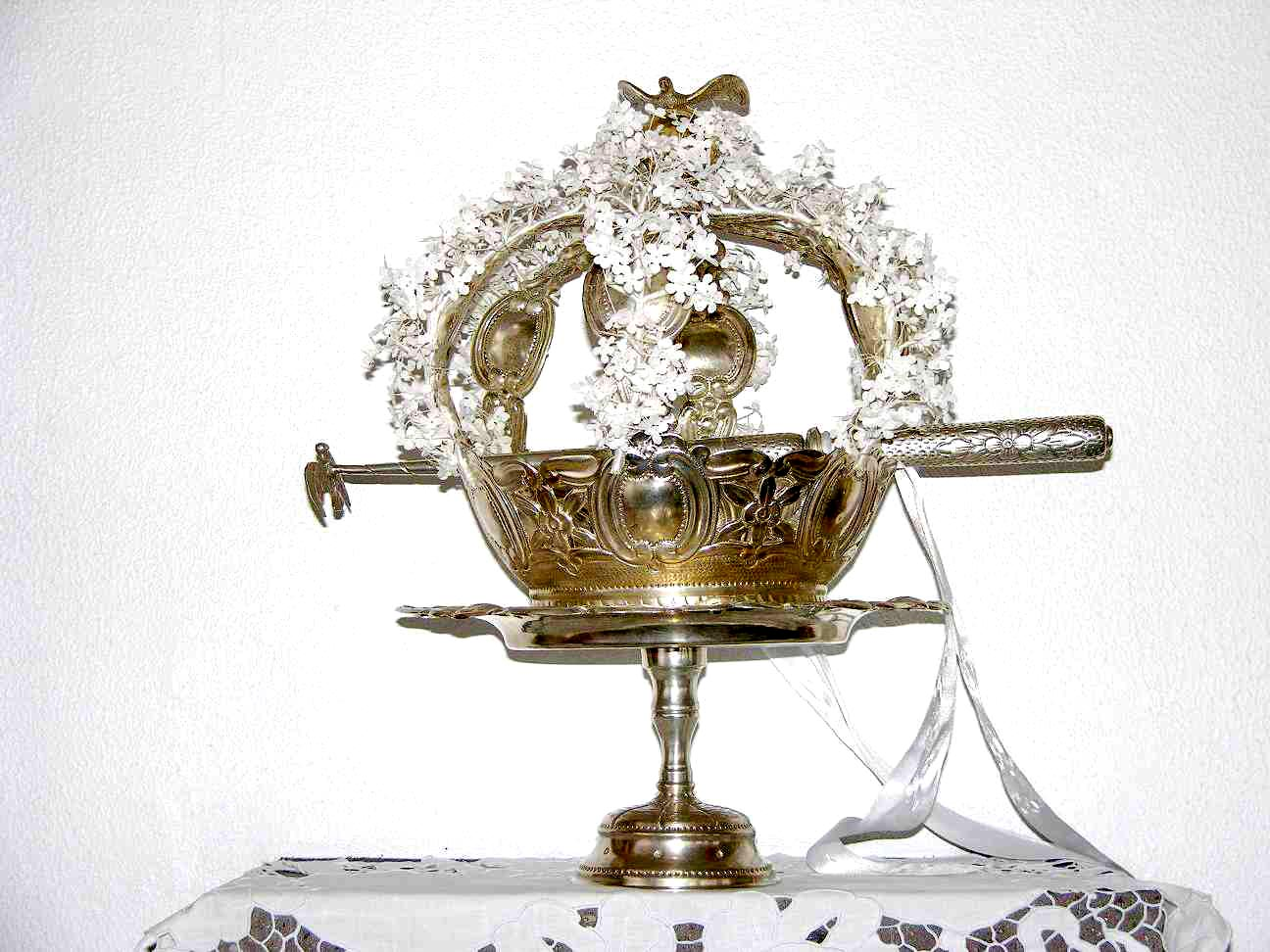
Festas tradicionais que ocorrem em todas as 9 ilhas dos Açores. Festa do Espírito Santo. Coroa da Freguesia da Vila Nova, ilha Terceira, Açores.

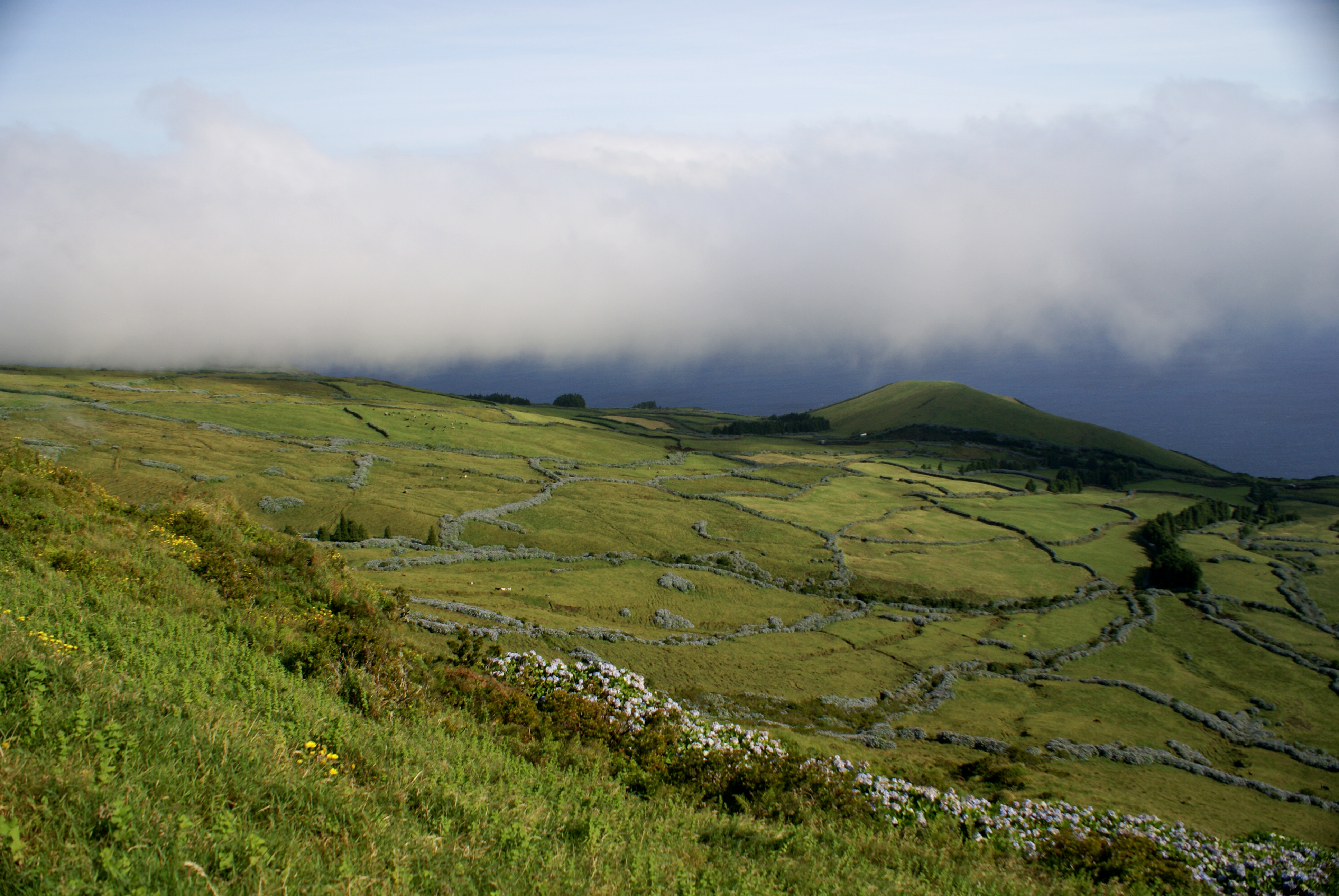
Pastagens ao Norte do Toledo, é de salientar a divisão entre as pastagens feita com Hortênsias.

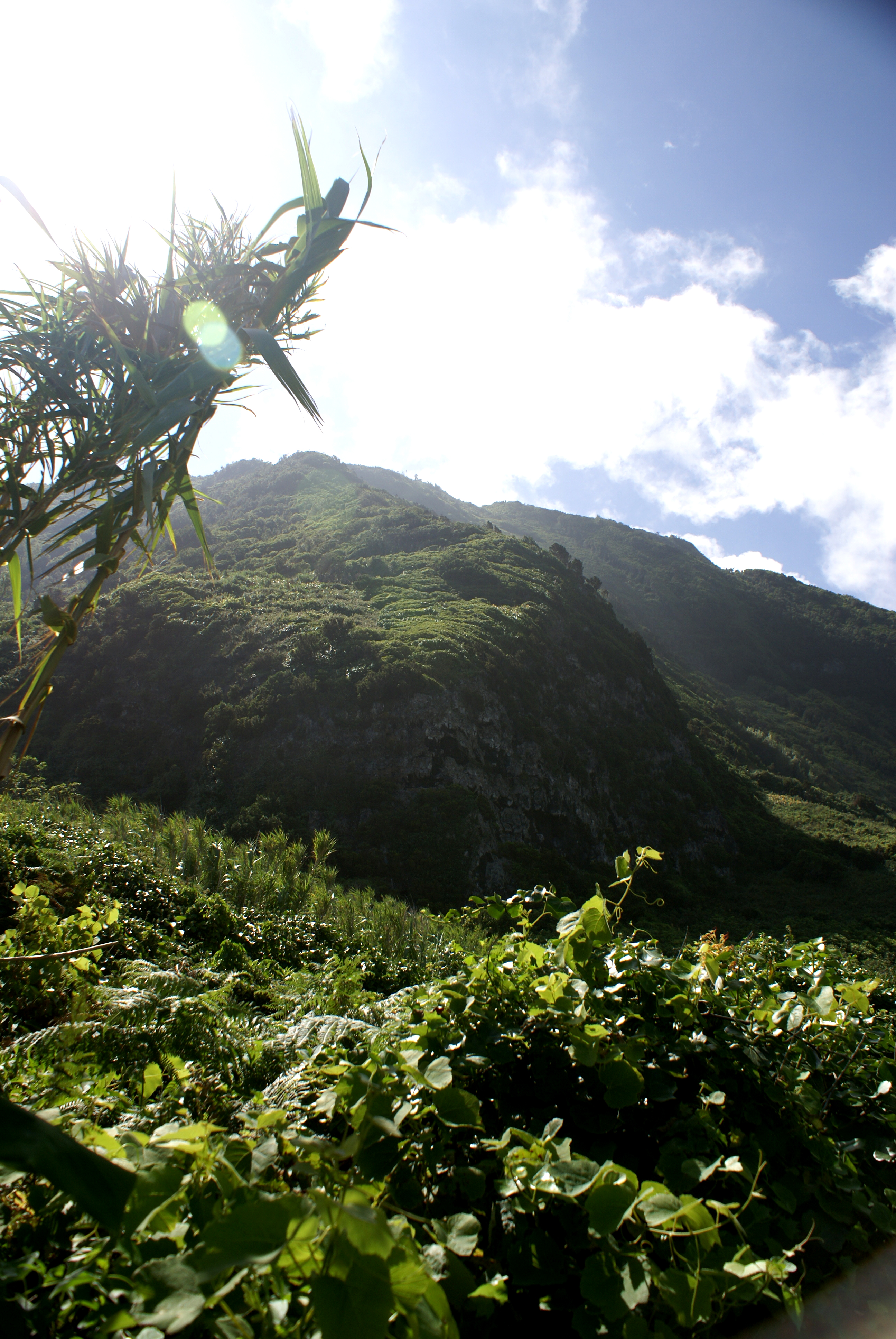
Fajã Rasa caminho entre esta fajã e a Fajã de Vasco Martins, destaque para a floresta Laurisilva típica da Macaronésia, Toledo.

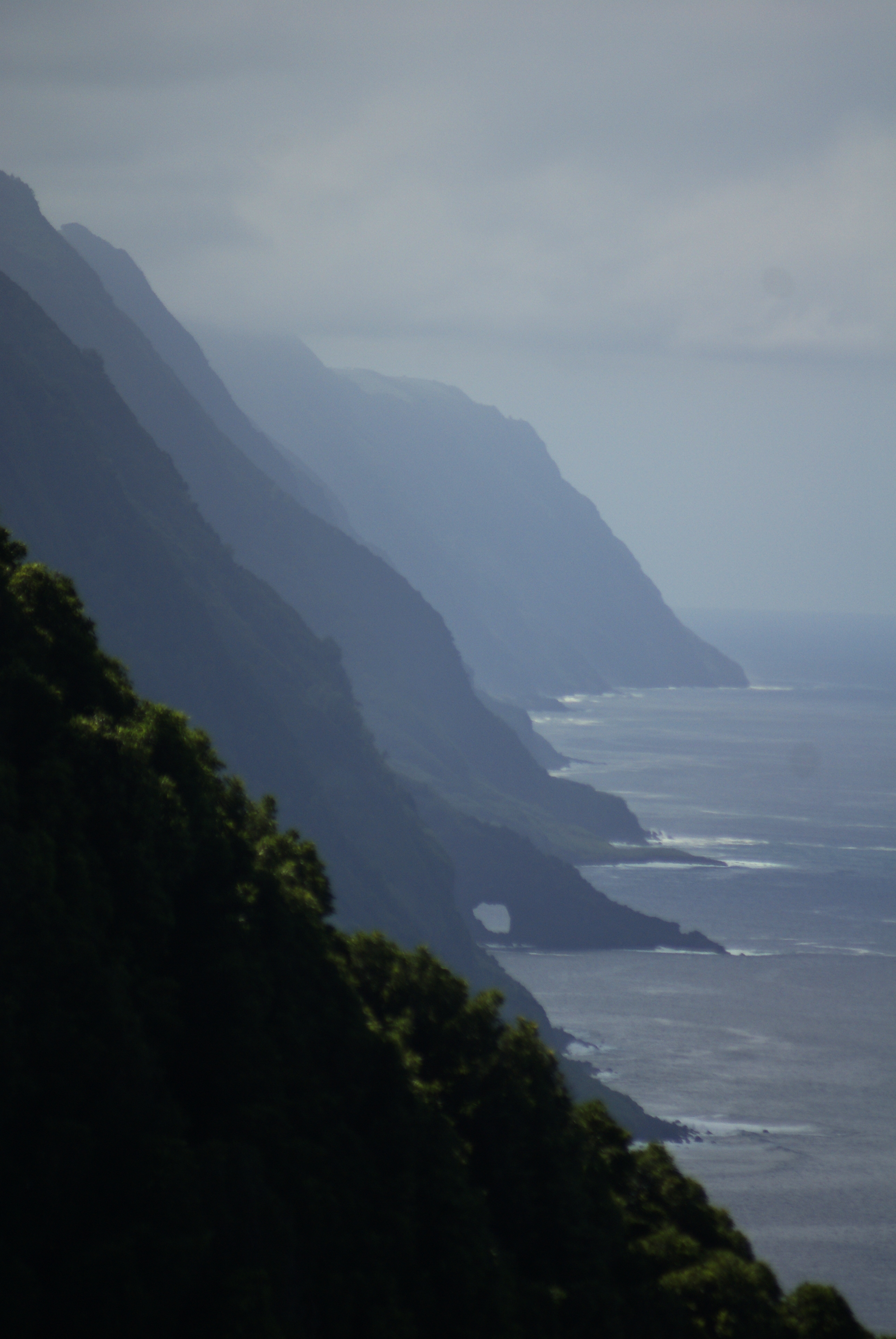
Paisagem vista a partir da Ribeira da Areia, Falésias da Costa Norte, a Ponta Furada destaca-se na paisagem.

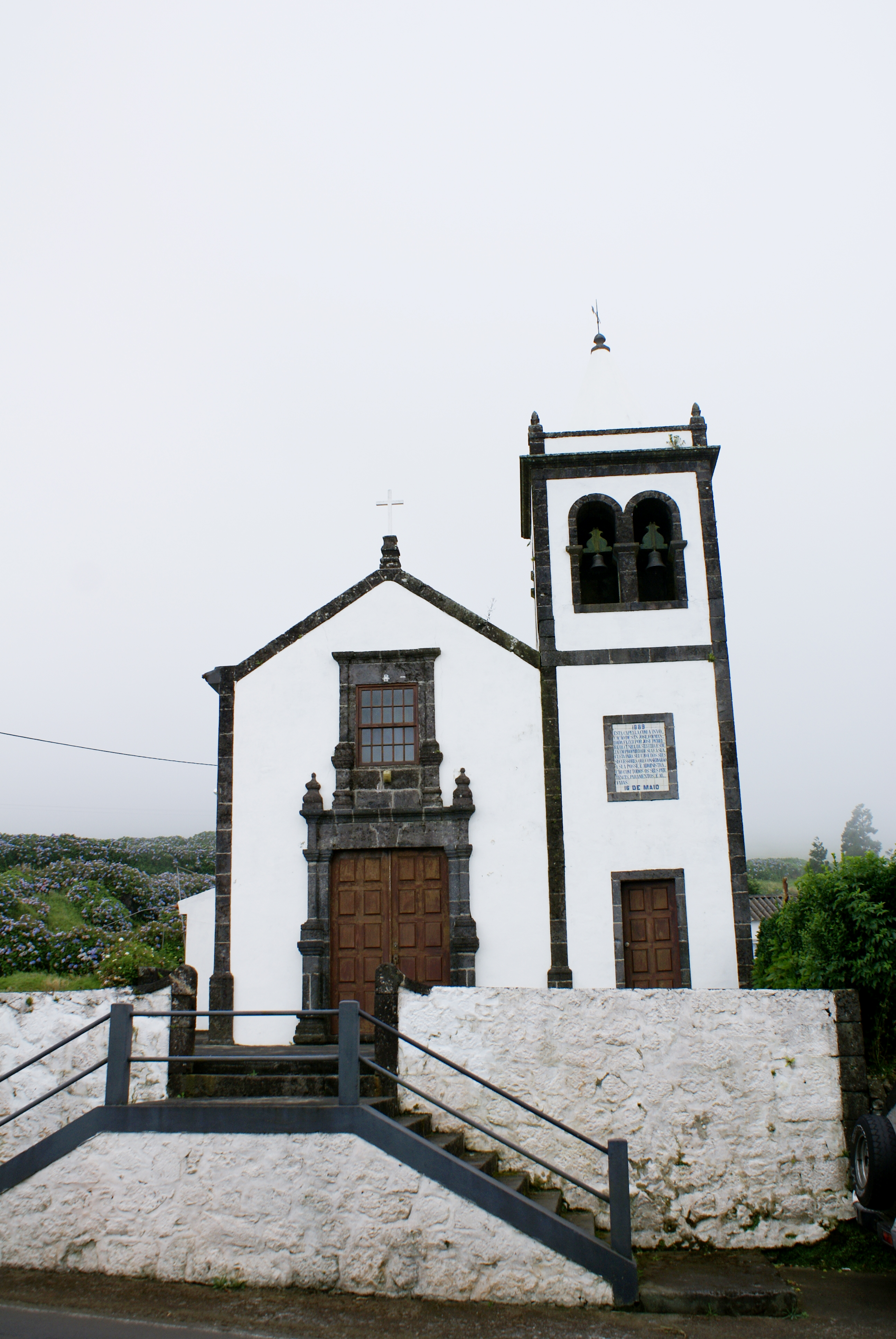
Ermida de São José, Fachada.

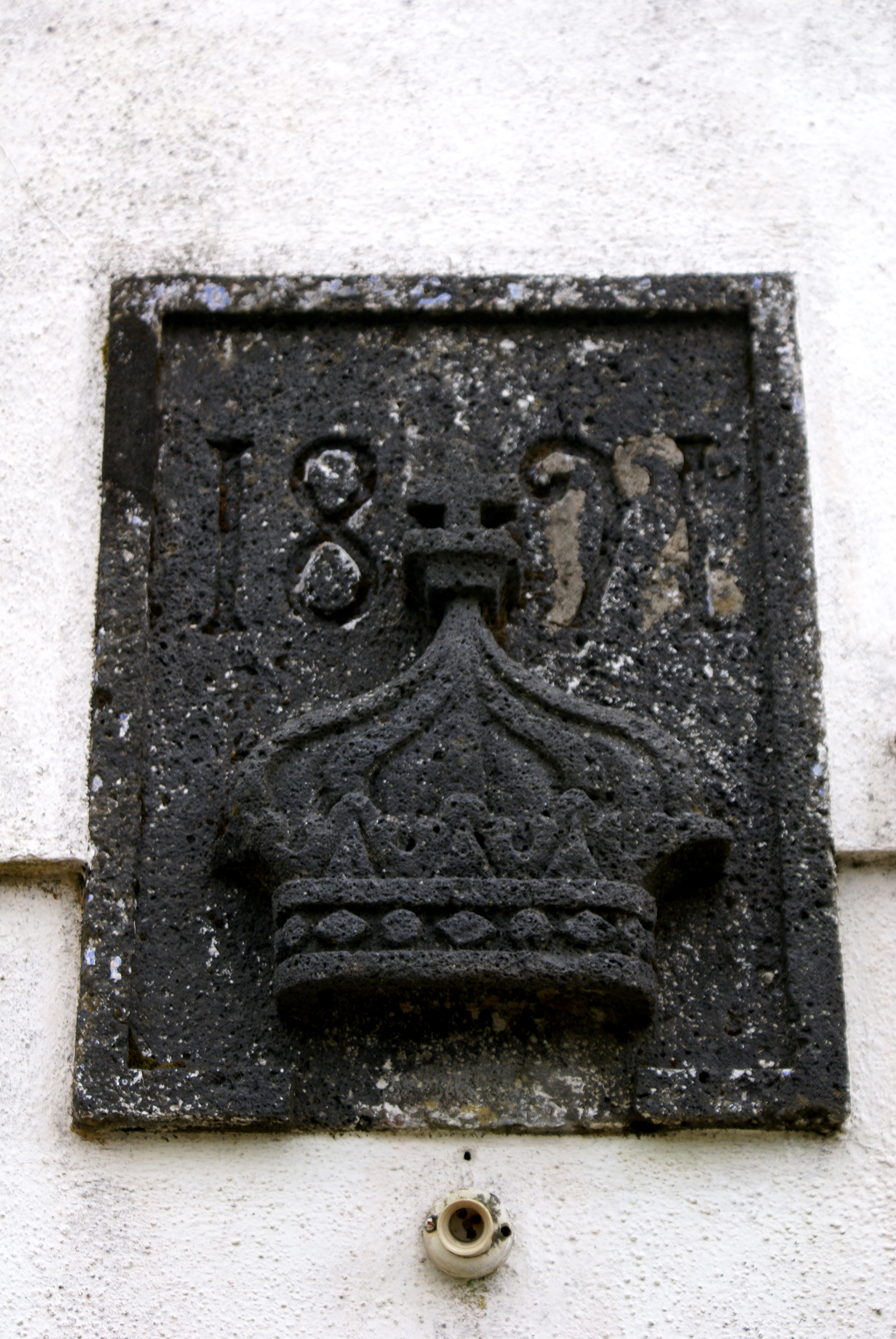
Pedra lavrada com coroa do Espírito Santo e datada de 1891, Império do Espírito Santo do Toledo.

Toledo é uma localidade portuguesa do norte da ilha de São Jorge, Açores. Fica situada em plena montanha a cerca de 600 metros de altitude, sendo a localidade habitada mais alta dos Açores. Pertence à freguesia de Santo Amaro e ao concelho de Velas. Fica entre os povoados de Santo António e da Beira desenvolve-se ao longo da estrada dos nortes que liga a vila de Velas com as povoações do norte da ilha, nomeadamente ao Norte Grande.

## Geografia
Caracteriza-se por um clima bastante agreste no Inverno, típico da alta montanha, onde a chuva é muito abundante e os nevoeiros se fazem sentir de um forma pesada e densa cobrindo a terra com um silêncio sem par. No Verão, o clima apresenta-se luminoso e pleno de uma brisa suave e cálida que transporta o cheiro das flores de hortênsia aliado ao doce aroma das fajãs que chega ao Toledo subindo as falésias trazendo o desabrochar das flores  e das plantas das florestas de Laurissilva típica da Macaronésia que povoam as fajãs, oferece, em resultado da sua localização a elevada altitude, paisagens sublimes, com a vista das ilhas Graciosa e Terceira a marcarem o seu horizonte de mar.
O Povoado do Toledo encontra-se rodeado por três elevações, ao Sul do povoado  o Pico Alto que se eleva a 766 metros de altitude e é essencialmente composto por cinzas vulcânicas consolidadas e terras de barro e lateralmente, a Nascente, o Pico do Loiçano que se eleva a 411 metros de altitude e o Pico da Ponta Furada, a poente, que se eleva a 622 metros. Estas duas últimas elevações são geologicamente falando dois domos vulcânicos de média dimensão cujo surgimento é muito antigo. Encontram-se ambos bastante afectados pela erosão.
O domo do Pico da Ponta Furada encontra-se na divisória entre o Toledo e a Localidade de Santo António e é neste domo que tem origem a formação geológica denominada Ponta Furada que se estende até ao mar e termina numa ponta rochosa de basalto maciço, onde quase na extremidade desta existe um orifício gigantesco que a atravessa lateralmente e cuja explicação geológica é deveras difícil.
Isto levou a que os habitantes dos nortes, e do Toledo em particular criassem lendas numa tentativa de explicar o que humanamente é inexplicável. Lendas essas são transmitidas há séculos de boca em boca pelas populações.
O domo do Pico do Loiçano fica junto a um dos acessos às fajãs do Toledo, nomeadamente à Fajã de Vasco Martins e à Fajã Rasa. Do cimo desta elevação além de se ter uma vista soberba sobre grande parte da costa Norte, da ilha Graciosa e da ilha Terceira é ainda possível ver o casario do Toledo misturado por entre os campos verdes das pastagens e a montanha do Pico Alto que do cimo dos seus 766 olha serena para a vida que se desenrola cá em baixo.
Do cimo do Pico Alto é possível observar uma paisagem que se estende da costa Sul à costa Norte da ilha de São Jorge, pastagens onde as pastagens são uma constante e se encontram recortadas por bardos de hortênsias que se estendem a perder de vista pelo continuou das serras que dão forma à cordilheira central da ilha, gado bovino, ovino, caprino, equino que pastam serenamente. Ao longe surgem os povoados, primeiro o Toledo, e depois muitos outros nas várias direcções que a vista alcança. Não muito longe, e pela costa Sul temos a ilha do Faial e a ilha do Pico, e pela costa Norte temos a ilha Graciosa e a ilha Terceira.
Na época de floração da hortênsia (Hydrangea macrophylla) a paisagem torna-se única e incomparável. As flores desabrocham por todo o lado, colorindo a paisagem com os seus tons que vão desde o mais puro branco ao lilás mais escuro.
Esta localidade fica sobranceira a três das mais belas fajãs da costa norte da ilha de São Jorge: a Fajã de Vasco Martins, a Fajã Rasa e a Fajã da Ponta Furada, e Fajã de Manuel Teixeira.
Na Fajã Rasa, naufragou, junto ao local denominado Ponta do Calhau, corria o dia 22 de Março de 1864 um navio cargueiro espanhol de nome “Algorta” carregado de Algodão. O navio tinha nove tripulantes a bordo que se salvaram. Actualmente é ainda possível ver espalhado junto da costa, no local do naufrágio o rasto deixado pelo lastro do navio que era constituído por rochas de cor esverdeada que se destacam do restante fundo composto por basalto negro.
São poucos os cereais aqui cultivados na actualidade, resumindo-se esta cultura cerealífera praticamente só ao cultivo do milho, que é usado para uso humano e animal. No século XVIII, século XIX e princípios do século XX cultivavam-se no entanto grandes extensões de terreno com vários géneros de gramíneas, principalmente trigo, e centeio, sendo estes exportados para o continente português.
Actualmente o grande motor económico desta localidade é a pastorícia, praticada de uma forma mais ou menos extensiva com o gado a pastar nas pastagens tanto de Verão como de Inverno, nunca sendo recolhido em estábulo.
O leite destes bovinos é usado para produzir um dos produtos mais conhecidos dos Açores, o Queijo São Jorge, detentor de Denominação de origem protegida e de Região Demarcada e que pelo qual já se fundou a Confraria do Queijo de São Jorge.

## História
Contrariamente aquilo que seria de supor devido à localização deste povoado numa zona de alta montanha o Toledo é pobre em águas quer de nascente quer em águas correntes. Esse facto explica-se por o povoado se localizar quase no cimo da montanha, não tendo assim as águas abundantes das chuvas do Inverno tempo de se infiltrar além de que a toalha freática só se localiza na zona mais basal da ilha.
Assim, existe uma forte, e geralmente rápida escorrência das águas pluviais para grotas e ribeiras que se precipitam para o mar, algumas saltando em queda livre, dando origem a efémeras cascatas com mais de 600 metros de altura.
Destaca-se entre elas não só pela abundância em águas, mas porque dá origem a várias quedas e a piscinas naturais, a Ribeira do Rasto, que nasce nas imediações do Pico Alto e depois de atravessar parte do povoado vai juntar-se, já a caminho da Fajã de Vasco Martins, à Fonte Velha, onde junta as suas águas às águas desta fonte permanente, daqui dirige-se para o mar de queda em queda até se precipitar do cimo de uma alta falésia com cerca de 80 metros de altura dando forma a uma extraordinária piscina natural, usada para banhos e que se encontra repleta de enguias, enguias estas a que a população local denomina “Airóses”.
É também de mencionar a Ribeira de Dona Ana ou Ribeira de Donana, como geralmente é tratada pela população, a Ribeira do Grotão, que se origina nas serras centrais da ilha e que depois de atravessar o Toledo vai ser afluente da Ribeira da Quebrada e sendo esta a fronteira divisória entre a Fajã do Caminho do Meio e a Fajã Rasa.
A Ribeira das Hortas, é um curioso curso de água com origem no local denominado Canto da Serra, local que se encontra entre os contrafortes do Pico Alto e do Pico da Esperança.
Tendo em atenção estes factos o fornecimento de água potável à população foi posto praticamente desde o início do povoamento da localidade. No início, e durante vários séculos foi resolvido com o recurso a tanques, tendo-se criado dois tipos principais de tanques, um ou mais por pastagem, geralmente rectangular e abastecido pelas águas de escorrência que para ali eram orientadas por valas, ou então abastecidos pelas ribeiras próximas. Outros, os de uso humano, tinham várias formas e dimensões conforme as necessidades em águas de cada família.
Geralmente eram obras de engenharia simples, mas muito resistentes, elaboradas em cantarias talhadas em pedreiras próximas que depois eram revestidas a barro a caiadas a cal de cor branca. Estes tanques, em algumas casas familiares eram autênticas cisternas que continham milhares de litros de água. Água essa usada nas lidas domésticas mas também para irrigar as hortas mais próximas à casa.
Esta água era captada nos beirais durante as chuvadas e no terraço dos próprios tanques de forma a ser limpa. Outra forma de garantir a pureza das águas e evitar a sua estagnação era impedir que a luz do sol chega-se à mesma e também introduzindo no tanque dois ou três peixes de água doce, geralmente da espécie Carassius auratus, que ao comerem as larvas dos mosquitos mantinham a água pura.
No entanto e com o aumento progressivo da população a água captada desta forma foi sendo escassa de forma que a população viu-se na contingência de ter de se socorrer de outras fontes de abastecimento.
Assim e debaixo da orientação de José Pereira da Cunha da Silveira e Sousa, na altura presidente da Câmara Municipal de Velas, e igualmente construtor da Ermida de São José, do Império do Espírito Santo da Localidade, do Cemitério do Toledo e do Chafariz público, a população, com ajuda externa  procedeu à construção de um túnel através do Pico Alto, chamando a esse túnel “Mina”.
Essa construção subterrânea, cuja data recua a cerca de 1876, destinou-se a ir buscar água a uma nascente no lado sul da ilha, a Fonte da Chã e trazer essa água através do interior do Pico Alto, para o lado norte, e daqui até a um chafariz público dentro da localidade.
Esta “Mina de água” abasteceu a população durante vários séculos até que já nos finais do século XX foi trazida água corrente, devidamente canalizada pelos serviços da Câmara Municipal de Velas e distribuída pela moradias.
Correndo o ano de 2006 encontra-se povoada por cerca 50 a 60 habitantes, que se dedicam principalmente à lavoura e à pecuária. Em tempos idos, nos alvores do Século XVIII o Toledo chegou a ser habitado por cerca de 300 habitantes, sendo que pouco depois de Fevereiro de 1964, e devido à Crise sísmica dos Rosais que afectou grande parte da ilha de São Jorge e que causou grandes estragos na localidade, esta ficou apenas 153 pessoas, tendo grande parte da população emigrado para o Canadá, Estados Unidos e Brasil.
Esta emigração esvaziou os campos deixando-os vazios e sem cultivo. Partiu grande parte da população mais jovem, a força de trabalho. Nesta altura a emigração levou famílias inteiras.
Desde essa altura, o Toledo, pode dizer-se, nunca mais recuperou os fulgores de outros tempos e terá entrado num acentuado declínio que se não for rapidamente atenuado poderá levar à sua extinção.
A Igreja desta localidade, denominada Ermida de São José, foi edificada por José Pereira da Cunha da Silveira e Sousa e a primeira pedra foi lançada no dia 13 de Junho de 1876. A primeira missa dita no seu altar decorreu no dia 16 de Maio de 1879.
Igualmente o Chafariz Público do Toledo e o Cemitério do Toledo, foram obras efectuadas nesta altura e que trouxeram grande qualidade de vida à população local, especialmente o cemitério uma vez que deixou de ser necessário levar os falecidos para a Paróquia de Santo Amaro, no outro lado das altas serras, no lado Sul da ilha.
Junto da Ermida de São José, do outro lado da Estrada dos Nortes que atravessa o Toledo existe o Império do Espírito Santo de Toledo. A porta deste império é encimada por valioso trabalho em pedra esculpida que representa uma Coroa do Espírito Santo, que infelizmente e por desconhecimento foi maculado durante obras de restauro do referido império. No entanto ainda se encontra perfeitamente recuperável e actualmente a população da localidade está ciente do seu valor.
Facto ainda a mencionar para a história desta localidade foi a Crise sísmica dos Rosais, ocorrida entre os dias 15 e 21 de Fevereiro de 1964 o Toledo teve de ser evacuado dada a violência dos terramotos e acontecimentos relacionados com a erupção ocorrida no dia 18 de Fevereiro, como foram chuvas muito fortes, grandes trovoadas.
Os estragos que os tremores de terra causaram na localidade provocaram a destruição ou grandes estragos em 50% das residências. A recuperação do parque habitacional foi lento e quarenta anos depois deste acontecimento ainda havia habitado no Toledo um dos barracões com que as Forças Armadas dos Estados Unidos estacionadas na Base das Lajes, na ilha Terceira contribuíram para ajudar a resolver os problemas habitacionais mais imediatos.

### História cronológica
O início do povoamento desta localidade, aconteceu numa data imprecisa, embora tida como certa em meados do século XV, princípios do século XVI.
Em datas mais recentes é de salientar o dia 31 de outubro de 1859, em que por força de decreto e por diligência do Dr. José Pereira da Cunha da Silveira e Sousa, nascido na localidade de Velas em 11 de Dezembro de 1823 e falecido na mesma localidade em 20 de Fevereiro de 1912, é publicado em Diário do Governo do dia 2 de Novembro do mesmo ano a criação do Curato do Toledo, fazendo assim nascer a Ermida de São José do Toledo, cuja primeira pedra, no entanto só seria lançada 17 anos mais tarde, em 13 de junho 1876, sendo que só em 16 de maio de 1879, 20 anos depois da autorização para as obras é que seria rezada a primeira missa neste templo.
Facto relevante para a história desta localidade, foi o acontecimento ocorrido no dia 22 de março de 1864, no sítio da Fajã Rasa, com o naufrágio, junto ao local denominado Ponta do Calhau de um navio cargueiro de bandeira espanhola e de nome “Algorta” que transportava um carregamento de Algodão.
Corria o ano de 1876, por ordem e orientação do Dr. José Pereira da Cunha da Silveira e Sousa, que na altura era presidente da Câmara Municipal de Velas, é iniciada a construção de um túnel através do Pico Alto, chamado localmente  “Mina”. Esta construção subterrânea teve por objectivo o transporte de água de uma nascente no lado sul da ilha, denominada Fonte da Chã e trazer essa água até ao chafariz público dentro da localidade do Toledo, visto que a localização desta localidade a elevada altitude faz com que seja pobre em nascentes.
No dia 13 de junho de 1876 é procedido ao lançamento da primeira pedra da Ermida de São José do Toledo, cuja edificação se deveu á iniciativa do Dr. José Pereira da Cunha da Silveira e Sousa, e cuja autorização para a sua construção datava já do dia 31 de outubro de 1859. As obras da construção deste templo durariam 3 anos, uma vez que a primeira missa só seria rezada aqui no dia 16 de maio de 1879.
Um dos maiores acontecimentos que veio alterar de forma significativa o bem estar social desta povoado ocorreu no ano de 1964, no mês de Fevereiro. Com o início no dia 15 do referido mês de Fevereiro da Crise sísmica dos Rosais que além de ter afectado grande parte da ilha de São Jorge, obrigou à deslocação, embora temporária da população para o concelho da Calheta como forma de fugir aos constantes tremores de terra, visto que nesta parte da ilha a intensidade dos mesmos era menor. Esta crise sísmica causou grandes estragos no Toledo com esta localidade a perde grande parte da população que se viu obrigada a emigrar para o Canadá, Estados Unidos e Brasil, a procurar uma melhor vida dado a destruição subestâncial dos seus bens, não só pela violência dos terramotos, mas também pelos acontecimentos relacionados com a erupção ocorrida no dia 18 de Fevereiro do mesmo ano, como foram as chuvas muito fortes, grandes trovoadas.
Desde este acontecimento o Toledo nunca mais recuperou o fulgor de outros tempos, pois a população emigrada, se volta em férias, nunca mais o fez de forma definitiva, tendo assim a população indo diminuindo progressivamente com o envelhecimento da população residente e dado que a taxa de natalidade não é suficiente para repor a da mortalidade.
No ano de 1976, é construído o Império do Espírito Santo de Toledo.
Ainda relativamente ao historial desta povoado é de referir o terramoto do dia 1 de Janeiro de 1980, uma vez que o mesmo causou fortes estragos não só nas moradias existentes, mas também nas falésias sobranceiras às principais fajãs que pertencem a este povoado, nomeadamente, a Fajã de Vasco Martins, a Fajã Rasa, a Fajã de Manuel Teixeira e a Fajã da Ponta Furada, levando à perda, em alguns casos definitivamente de campos agrícolas, de culturas, moradias e modos de viver. Só muito lentamente estas fajãs tem recuperado dos grandes estragos causados por este terramoto.

### Cronologia
- 1859 - 31 de outubro, por força de decreto e por diligência do Dr. José Pereira da Cunha da Silveira e Sousa, é publicado em Diário do Governo de 2 de Novembro do mesmo ano a criação do Curato do Toledo.
- 1864 – 22 de março – Na Fajã Rasa, Toledo, naufragou, junto ao local denominado Ponta do Calhau um navio cargueiro espanhol de nome “Algorta” carregado de Algodão;
- 1876 – Debaixo da orientação do Dr. José Pereira da Cunha da Silveira e Sousa, na altura presidente da Câmara Municipal de Velas, e igualmente construtor da Ermida de São José, do Império do Espírito Santo do Toledo, do Cemitério do Toledo e do Chafariz público, dá início à construção de um túnel através do Pico Alto, chamado localmente  “Mina”. Essa construção subterrânea destinou-se trazer água a uma nascente no lado sul da ilha, a Fonte da Chã e trazer essa água até ao chafariz público dentro da localidade do Toledo;
- 1876 – 13 de junho – É lançada a primeira pedra da Ermida de São José do Toledo, edificada por iniciativa do Dr. José Pereira da Cunha da Silveira e Sousa.[2][3][4]
- 1879 – 16 de maio – É rezada a primeira missa na Ermida de São José do Toledo, cuja construção se iniciou em 13 de junho de 1876 por iniciativa do Dr. José Pereira da Cunha da Silveira e Sousa.
- 1896 - Data em que se regista um professor primário de forma permanente na localidade.
- 1964 – Fevereiro (entre os dias 15 e 21) – Devido à Crise sísmica dos Rosais que afectou grande parte da ilha de São Jorge e que causou grandes estragos no Toledo esta localidade perde grande parte da população que emigra para o Canadá, Estados Unidos e Brasil.
- 1976 – Data da Construção do Império do Espírito Santo de Toledo.[1]

## Povoadores
Terá sido povoada por colonos provenientes de diferentes localidades de Portugal e Espanha, daí o seu topónimo aparentemente derivar da cidade espanhola homónima na Província de Toledo.
Os primeiros povoadores que aqui chegaram, numa data incerta, mas garantidamente em meados do século XV, princípios do século XVI, construíram casas com tectos de colmo e alguns fizeram escavações de pequenas cavidades na montanha onde viviam e guardavam os animais e os cereais. Destas escavações na montanha, corre o ano de 2008 ainda existem três no lugar denominado Ribeira Funda e uma no lugar denominado Outeirão.
As antigas casas, denominadas palheiros, praticamente nada existe, ou porque foram adaptadas a novas moradias com os confortos do século XXI ou porque simplesmente desapareceram levadas pelo tempo que decorreu entre o seu abandono e o presente.
Os nomes de família dos habitantes do Toledo deixam adivinhar as suas origens: A família Ávila, vinda de Espanha; os Bettencourt, vindos de França e descendentes de Jean de Bettencourt, o rei das ilhas Canárias; a família Silveira, descendentes do famoso Willem van der Hagen, o primeiro povoador da localidade do Topo, uma antiga vila hoje parte do concelho da Calheta, no outro extremo da ilha. Entre os diferentes nomes das gentes do Toledo temos ainda os Teixeiras, os Silvas, os Matias, os Constantinos, os Oliveiras, os Sousas, entre outros que aqui viveram e deixaram descendência.

## Festas religiosas
As principais festas religiosas desta localidade são feitas em honra do seu padroeiro, São José e são sempre feitas no penúltimo domingo do mês de Julho, sendo compostas por missa cantada, por uma procissão em que são levadas as imagens de São José, Nossa Senhora de Fátima, São João e Santo Antão.
A procissão é acompanhada por uma filarmónica e termina num arraial que vai pela noite dentro. São feitos arrematações de dádivas feitas à igreja e algumas vezes touradas à corda.
Em tempos idos, quando havia mais população, as festas desta localidade estavam entre as mais características da ilha de são Jorge. Destacavam-se tanto pelas missas cantadas, e pelas procissões com várias imagens mas também pela habito da população enfeitar as estradas e canadas por onde passava a procissão com tapetes de flores, arcos de verdura, mastros com bandeiras e a atravessar a estrada principal bandeirolas. Eram feitas tascas no arraial onde se comiam as características amêijoas da Fajã da Caldeira de Santo Cristo, Lapas, Torresmos de porco e outras iguarias típicas da localidade.
Eram feitas cantorias ao desafio, com cantores vindos de outras ilhas, principalmente da ilha Terceira. Nos palcos do Toledo cantaram: a Trulu, o Francisco Ferreira dos Santos mais conhecido como Ferreirinha das Bicas, o Ferreirinha Filho, o José Eliseu, entre outros.
Outras festas desta localidade são as festas do Espírito Santo, típicas de todas as ilhas dos Açores. Neste povoado, são feitas aos Domingos do Espírito Santo e são compostas por uma coroação realizada na Igreja, em que debaixo de alguma promessa ao Divino é coroada uma criança, raramente um adulto.
Depois da coroação é feito um cortejo que se desloca até ao Império do Espírito Santo de Toledo, onde a coroa é recebida pelo mordomo e fica exposta num florido e iluminado altar, sendo em seguida distribuído pela população Vinho de cheiro, tremoços cozidos e demolhados em água do mar, queijo de São Jorge e fatias de Bolo de Vésperas.
Durante a parte da tarde, e logo que o sino da igreja toca a convocar os crentes, são deitados fogos de artificio e novamente distribuídas desta vez pela população residente e visitantes as vésperas que são compostas por um Bolo de Vésperas inteiro, um copo de Vinho de cheiro, uma fatia generosa de Queijo da Ilha, e uma tigela de tremoços cozidos e demolhados em água do mar.
Estas festas de índole popular e religiosa são pagas pelo povo que se junta numa espécie de confraria. As primeiras festas, as do Domingo do Espírito Santo e da Santíssima Trindade, são organizadas pelos irmãos da "Banda Velha", sendo que as outras festividades, as do último Domingo do Espírito Santo de cada ano são organizadas pelos irmãos da "Banda Nova" e realizadas na quinta feira dessa semana.
Neste dia são servidas Sopas do Espírito Santo aos convidados e geralmente aos mais necessitados. Depois Alguns dos irmãos vão pelas casas das pessoas que de alguma forma contribuíram para as festividades a levar as Vésperas.